# Trouble (группа)
Trouble — американская дум-метал-группа из Орора, Иллинойс, образованная в 1979 году. Один из пионеров жанра вместе с Candlemass и Saint Vitus. Коллетив также играл в жанре стоунер-рок. Группа выработала свой особый стиль, находясь под влиянием как британских групп Black Sabbath и Judas Priest, так и психоделического рока 1970-х гг. Два первых альбома, Psalm 9 и The Skull, признаны эталонами дум-метала. К настоящему времени группа выпустила восемь студийных альбомов. Первый лейбл Trouble, Metal Blade, относил группу к «белому металу» (в противовес растущему блэк-метал-движению) из-за религиозной тематики ранних альбомов коллектива.
Группа образована вокалистом Эриком Вагнером, гитаристами Риком Уортеллом и Брюсом Франклином, и барабанщиком Джеффом Олсоном. Хотя Trouble никогда не распадались, коллектив долгое время бездействовал с тех пор, как вокалист Эрик Вагнер, один из основателей группы, покинул его в 1997 году. Вагнер вернулся в 2000 году, а затем ушёл ещё на восемь лет.

## Состав
| Текущий - Рик Уортелл — гитары (1978–настоящее время), вокал (1978–1980) - Брюс Франклин — гитары (1981–настоящее время) - Кайл Томас — вокал (1997–2000, 2012–настоящее время) - Роб Хулц — бас (2013–настоящее время) - Гарри Нейплс — ударные (2024–настоящее время) | Бывший - Майк ДиПрима — бас (1978–1979) - Майк Слопецкий — ударные (1978–1979) - Эрик Вагнер — вокал (1981–1997, 2000–2008; умер в 2021) - Иэн Браун — бас (1979–1983) - Джефф «Оли» Олсон — ударные (1979–1986, 1993–2008) - Шон МакАллистер — бас (1983–1986) - Рон Хольцнер - бас (1986–2002) - Деннис Леш — ударные (1986–1987) - Тед Киркпатрик — ударные (1987–1989; умер в 2022) - Барри Стерн — ударные (1989–1993; умер в 2005) - Чак Робинсон — бас (2002–2009) - Кори Кларк — вокал (2008–2012) - Шейн Паскуалла — бас (2009–2013) - Марк Лира — ударные (2008–2024) |

## Дискография
Студийные альбомы
| Название              | Год  | Лейбл         |
| Psalm 9               | 1984 | Metal Blade   |
| The Skull             | 1985 | Metal Blade   |
| Run to the Light      | 1987 | Metal Blade   |
| Trouble               | 1990 | Def American  |
| Manic Frustration     | 1992 | Def American  |
| Plastic Green Head    | 1995 | Century Media |
| Simple Mind Condition | 2007 | Escapi Music  |
| The Distortion Field  | 2013 | FRW Records   |

Концертные записи
- Trouble Live (1983)
- Trouble Live Dallas Bootleg (1990)
- Live in L.A. (2008)
- Live in Palatine 1989 (2010)
- Live in Schaumberg 1993 (2010)
- Live 1983 (2011)
- Black Shapes of Doom (2011)

Мини-альбомы
- Knocking on Heavy’s Door (1992)
- Unplugged (2007)

Демо
- 1980 Demo (1980)
- 1982 Demo (1982)
- 1983 Demo (1983)
- Live (1983)
- 1985 Demo (1985)
- One for the Road (1994)

DVD
- Live in Stockholm (2006)